# Bolivaritettix convergens
Bolivaritettix convergens är en insektsart som först beskrevs av Brunner von Wattenwyl 1893.  Bolivaritettix convergens ingår i släktet Bolivaritettix och familjen torngräshoppor. Inga underarter finns listade i Catalogue of Life.